# 31. Golden Globe-gála
Az 31. Golden Globe-gálára 1974. január 26-án került sor, az 1973-ban mozikba, vagy képernyőkre került amerikai filmeket, illetve televíziós sorozatokat díjazó rendezvényt a kaliforniai Beverly Hillsben, a Beverly Hilton Hotelben tartották meg.
A 31. Golden Globe-gálán Bette Davis vehette át a Cecil B. DeMille-életműdíjat.

## Filmes díjak
A nyertesek félkövérrel jelölve.
| Legjobb filmes díjak | Legjobb filmes díjak |
| Legjobb filmdráma | Legjobb vígjáték vagy zenés film |
| --- | --- |
| - Az ördögűző - Cinderella Liberty - A Sakál napja - Utolsó tangó Párizsban - Mentsd meg a tigrist! - Serpico | - American Graffiti - Jézus Krisztus szupersztár - Papírhold - Tom Sawyer kalandjai - Egy kis előkelőség |
| Legjobb filmes alakítások (filmdráma) | |
| Színész | Színésznő |
| - Al Pacino – Serpico - Robert Blake – Motoros zsaru - Jack Lemmon – Mentsd meg a tigrist! - Steve McQueen – Pillangó - Jack Nicholson – Az utolsó szolgálat                                                                                       | - Marsha Mason – Cinderella Liberty - Ellen Burstyn – Az ördögűző - Barbra Streisand – Ilyenek voltunk - Elizabeth Taylor – Ash Wednesday - Joanne Woodward – Nyári kaland, téli álom                                                     |
| Legjobb filmes alakítások (vígjáték vagy zenés film) | |
| Színész | Színésznő |
| - George Segal – Egy kis előkelőség - Carl Anderson – Jézus Krisztus szupersztár - Richard Dreyfuss – American Graffiti - Ted Neeley – Jézus Krisztus szupersztár - Ryan O’Neal – Papírhold                                                        | - Glenda Jackson – Egy kis előkelőség - Yvonne Elliman – Jézus Krisztus szupersztár - Cloris Leachman – Charley és az őrangyal - Tatum O’Neal – Papírhold - Liv Ullmann – 40 Carats                                                       |
| Legjobb mellékszereplők (filmdráma, vígjáték vagy zenés film) | |
| Színész | Színésznő |
| - John Houseman – Vizsgaláz - Martin Balsam – Nyári kaland, téli álom - Jack Gilford – Mentsd meg a tigrist! - Randy Quaid – Az utolsó szolgálat - Max von Sydow – Az ördögűző                                                                     | - Linda Blair – Az ördögűző - Valentina Cortese – Amerikai éjszaka - Madeline Kahn – Papírhold - Kate Reid – Kényes egyensúly - Sylvia Sidney – Nyári kaland, téli álom                                                                   |
| Az év felfedezettje | |
| Színész | Színésznő |
| - Paul Le Mat – American Graffiti - Carl Anderson – Jézus Krisztus szupersztár - Robby Benson – Jeremy - Kirk Calloway – Cinderella Liberty - Ted Neeley – Jézus Krisztus szupersztár                                                              | - Tatum O’Neal – Papírhold - Linda Blair – Az ördögűző - Kay Lenz – Szerelem korhatár nélkül - Michelle Phillips – Dillinger - Barbara Sigel – Time to Run                                                                                |
| Egyéb | |
| Legjobb rendező | Legjobb forgatókönyv |
| - William Friedkin – Az ördögűző - Bernardo Bertolucci – Utolsó tangó Párizsban - Peter Bogdanovich – Papírhold - George Lucas – American Graffiti - Fred Zinnemann – A Sakál napja                                                                | - William Peter Blatty – Az ördögűző - Darryl Ponicsan – Cinderella Liberty - Kenneth Ross – A Sakál napja - David S. Ward – A nagy balhé - Melvin Frank, Jack Rose – Egy kis előkelőség                                                  |
| Legjobb eredeti filmzene | Legjobb eredeti filmbetétdal |
| - Neil Diamond – Jonathan, a sirály - Michel Legrand – Breezy - John Williams – Cinderella Liberty - Georges Delerue – A delfin napja - Alan Price – A szerencse fia - Richard M. Sherman, Robert B. Sherman, John Williams – Tom Sawyer kalandjai | - „The Way We Were” – Ilyenek voltunk - „Breezy's Song” – Breezy - „Lonely Looking Sky” – Jonathan, a sirály - „Rosa Rosa” – Kazablan - „Send a Little Love My Way” – Oklahoma olaja - „All That Love Went to Waste” – Egy kis előkelőség |
| Legjobb idegen nyelvű film | Legjobb dokumentumfilm |
| - Gyalogjáró – Nyugat-Németország - Alfredo, Alfredo – Olaszország - Amerikai éjszaka – Franciaország - Kazablan – Izrael - Ostromállapot – Franciaország                                                                                          | - Így látták ők - Love - The Movies That Made Us - The Second Gun - Wattstax |

## Televíziós díjak
A nyertesek félkövérrel jelölve.
| Legjobb televíziós sorozatok | Legjobb televíziós sorozatok |
| Filmdráma | Vígjáték vagy zenés film |
| --- | --- |
| - The Waltons - Cannon - Columbo - Hawkins - Mannix - Police Story | - All in the Family - The Carol Burnett Show - The Mary Tyler Moore Show - Sanford and Son - The Sonny and Cher Comedy Show                                                                    |
| Legjobb alakítás televíziós sorozatban (filmdráma) | |
| Színész | Színésznő |
| - James Stewart – Hawkins - David Carradine – Kung Fu - Mike Connors – Mannix - Peter Falk – Columbo - Richard Thomas – The Waltons - Robert Young – Marcus Welby, M.D.                              | - Lee Remick – The Blue Knight - Michael Learned – The Waltons - Julie London – Emergency! - Emily McLaughlin – General Hospital - Susan Saint James – McMillan & Wife                         |
| Legjobb alakítás televíziós sorozatban (vígjáték vagy zenés film) | |
| Színész | Színésznő |
| - Jack Klugman – The Odd Couple - Alan Alda – MASH - Dom DeLuise – Lotsa Luck - Redd Foxx – Sanford and Son - Carroll O'Connor – All in the Family                                                   | - Cher – The Sonny and Cher Comedy Hour - Jean Stapleton – All in the Family - Beatrice Arthur – Maude - Carol Burnett – The Carol Burnett Show - Mary Tyler Moore – The Mary Tyler Moore Show |
| Legjobb mellékszereplő televíziós sorozatban | |
| Mellékszereplő színész | Mellékszereplő színésznő |
| - McLean Stevenson – MASH - Edward Asner – The Mary Tyler Moore Show - Will Geer – The Waltons - Harvey Korman – The Carol Burnett Show - Strother Martin – Hawkins - Rob Reiner – All in the Family | - Ellen Corby – The Waltons - Gail Fisher – Mannix - Valerie Harper – The Mary Tyler Moore Show - Sally Struthers – All in the Family - Loretta Swit – MASH                                    |

## Különdíjak

### Cecil B. DeMille-életműdíj
A Cecil B. DeMille-életműdíjat Bette Davis vehette át.

### Miss/Mr.Golden Globe
- Linda Meikle John[3]

## Fordítás
Ez a szócikk részben vagy egészben  a(z)   31st Golden Globe Awards című angol Wikipédia-szócikk fordításán alapul.  Az eredeti cikk szerkesztőit annak laptörténete sorolja fel. Ez a jelzés csupán a megfogalmazás eredetét és a szerzői jogokat jelzi, nem szolgál a cikkben szereplő információk forrásmegjelöléseként.